# Marcos Hummel
Marcos Hummel de Castro (Catalão, 25 de julho de 1947) é um apresentador e jornalista televisivo brasileiro. 

## Carreira
Formou-se em jornalismo pela Faculdades Integradas Hélio Alonso, iniciou sua carreira aos 28 anos, trabalhando primeiramente em Brasília, 1975 e depois no Rio de Janeiro, em 1977.
Trabalhou por 21 anos na Rede Globo, apresentando telejornais como o Jornal Hoje, o Bom Dia São Paulo, o Bom Dia Rio, o Jornal da Globo e o Jornal Nacional. Fora do jornalismo, foi um dos primeiros locutores do Vídeo Show e apresentou os festivais MPB 80 e MPB Shell, entre 1980 e 1983 com Cristiane Torloni, Miriam Rios, Luís Carlos Miele e Hilton Gomes. Foi narrador do dominical Fantástico.
Na ocasião em que Márcia Mendes foi a primeira mulher a apresentar o Jornal Nacional, Marcos Hummel esteve junto a ela na bancada.
Transferiu-se para a extinta Rede Manchete em 1996. Lá apresentou o Manchete Verdade, Programa de Domingo, Jornal da Manchete, e Na Rota do Crime. Em 1998, foi para a Rede Bandeirantes. Na emissora, apresentou o Jornal da Band entre 1999 e 2004, com Janine Borba e o popularesco Tempo Quente, em 1998. No fim de 2004, depois de uma breve passagem pela Rede 21, do mesmo grupo da Band, é contratado pela Rede Record, onde apresentou entre 2005 e 2009 o jornal Fala Brasil, com Luciana Liviero e Janine Borba, e também apresentou o Repórter Record e o Jornal da Record eventualmente. Em 2007, com a criação da Record News, canal de jornalismo da emissora-mãe, estreia como apresentador do Mundo Meio-Dia, telejornal dedicado ao noticiário internacional. Ele saiu em 2010. Em 2008 passa a apresentar também o Câmera Record.
Em 2012 ele começou a apresentar também o programa Câmera em Ação até o programa ser extinto em 2013.
Em março de 2022, foi substituído por Roberto Cabrini na apresentação do Câmera Record, depois de 14 anos. Foi narrador de alguns quadros do Domingo Espetacular. Em 2023, deixou a Record TV.

## Filmografia
| Ano     | Título                    | Cargo        | Emissora                |
| ------- | ------------------------- | ------------ | ----------------------- |
| 1976-90 | Fantástico                | Apresentador | TV Globo                |
| 1977-82 | Bom Dia São Paulo         | Apresentador | TV Globo São Paulo      |
| 1979-81 | Jornal das Sete           | Apresentador | TV Globo São Paulo      |
| 1980    | MPB 80                    | Apresentador | TV Globo                |
| 1980-83 | MPB Shell Especial        | Apresentador | TV Globo                |
| 1981-82 | Jornal Nacional 2ª edição | Apresentador | TV Globo                |
| 1983-95 | RJTV                      | Apresentador | TV Globo Rio de Janeiro |
| 1986-91 | Jornal Hoje               | Apresentador | TV Globo                |
| 1991-95 | Bom Dia Rio               | Apresentador | TV Globo Rio de Janeiro |
| 1991-94 | Globo Comunidade RJ       | Apresentador | TV Globo Rio de Janeiro |
| 1996    | Manchete Verdade          | Apresentador | Rede Manchete           |
| 1996-97 | Jornal da Manchete        | Apresentador | Rede Manchete           |
| 1997-98 | Na Rota do Crime          | Apresentador | Rede Manchete           |
| 1998-99 | Tempo Quente              | Apresentador | Rede Bandeirantes       |
| 1999-01 | Band Notícia              | Apresentador | Rede Bandeirantes       |
| 1999-04 | Jornal da Band            | Apresentador | Rede Bandeirantes       |
| 2004    | Jornal 10                 | Apresentador | Rede 21                 |
| 2004-09 | Fala Brasil               | Apresentador | RecordTV                |
| 2008-21 | Câmera Record             | Apresentador | RecordTV                |
| 2009-10 | Repórter Record           | Apresentador | RecordTV                |
| 2010-23 | Domingo Espetacular       | Narrador     | RecordTV                |
| 2012-13 | Câmera em Ação            | Apresentador | RecordTV                |